# 丹生川神社
丹生川神社（にゅうかわじんじゃ）は、岐阜県高山市丹生川町（旧・大野郡丹生川村）に鎮座する神社。
神社名は大野郡丹生川村に因む名であり、奈良県の丹生川上神社、丹生川上神社上社、丹生川上神社下社とは直接の関係は無い。

## 概要
元は丹生川村大字坊方に鎮座する八竈神社であったが、明治末期の神社合祀により村内の幾つかの神社が合祀され丹生川神社に改称した。
創建時期は不詳。かつては「八相の森」「八面荒神宮」と称していた。
1868年（明治元年）に八竈神社に改称。1871年（明治4年）に村社となる。
1907年（明治40年）、熊野神社及び貴船神社を合祀。同時に八竈神社から丹生川神社への改称を岐阜県に願い出、翌年許可を得る。1913年（大正2年）に熊野神社を合祀。1914年（大正3年）に丹生川神社に改称する。
その後、昭和初期にかけて丹生川村内の神社（神明神社、熊野神社、諏訪神社、美女島神社など）を合祀する。相次ぐ合祀により境内が手狭となったため、1952年（昭和27年）に境内の拡張と整備を行い、本殿などを新築。同年、白山神社を合祀。
1956年（昭和31年）、岐阜県神社庁よりに銀幣社に指定される。

## 主祭神
- 火結大神

## 合祀[1]
- 奥津日子大神
- 奥津日女大神
- 櫛御気大神
- 速玉男神
- 闇霧神
- 天照皇大神
- 大穴牟遅神
- 少彦名神
- 建速須佐男神
- 建御名方神
- 八坂刀売神
- 市杵嶋姫神
- 伊邪那岐神
- 伊邪那美神
- 菊理媛神

## 境外末社
- 招魂社

旧・熊野神社（町方、1913年合祀）跡地

## 御旅所
- 町方（町方の旧・熊野神社（1913年合祀）跡地）と坊方（坊方の旧・熊野神社（1907年合祀）跡地）の2個所がある[3]。

## 天然記念物
- 丹生川神社の大杉（高山市指定天然記念物）[4]